# Mamaj (Rosja)
Mamaj (ros. Мамай) – osiedle w Rosji, w obwodzie briańskim, w rejonie nowozybkowskim. W 2010 liczyło 241 mieszkańców.